# 勞倫斯鎮區 (明尼蘇達州艾塔斯卡縣)
勞倫斯鎮區（英語：Lawrence Township）是位於美國明尼蘇達州艾塔斯卡縣的一個行政鎮區。

## 地方資料
勞倫斯鎮區的面積為93.31平方千米，當中陸地面積為87.45平方千米，而水域面積為5.86平方千米。根據2020年美國人口普查的數據，當地共有人口488人，而人口密度為每平方千米5.23人。